# Daxberg (Erkheim)
Daxberg ist ein Kirchdorf im schwäbischen Landkreis Unterallgäu in Bayern mit etwa 270 Einwohnern.

## Geographie
Der Ort liegt zwischen den Städten Memmingen und Mindelheim am rechten Ufer der Östlichen Günz. Seit seiner Eingemeindung im Zuge der kommunalen Neuordnung Bayerns am 1. Juli 1972 ist das Dorf ein Ortsteil des drei Kilometer südlich gelegenen Marktes Erkheim.

## Geschichte

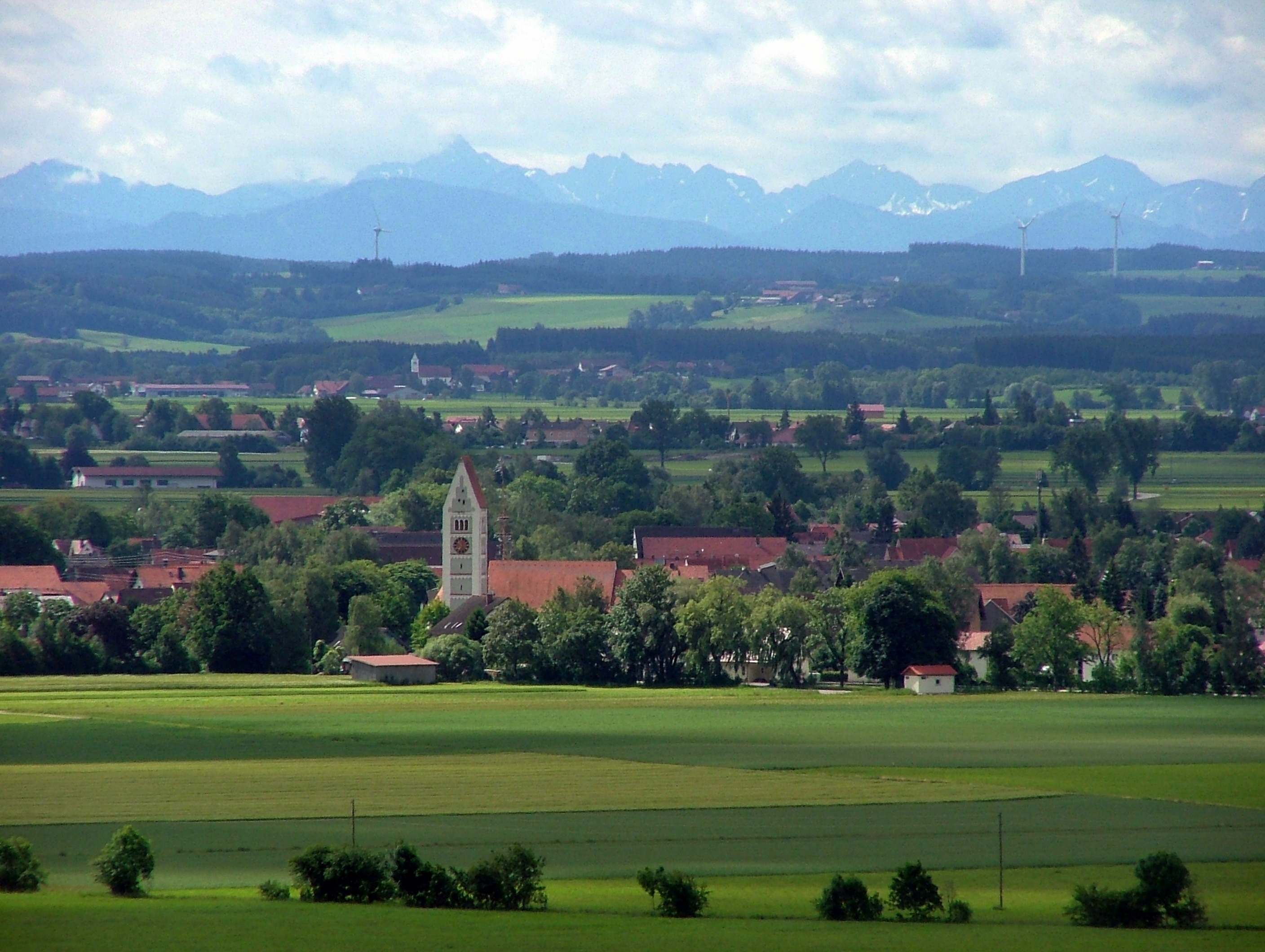
Blick auf Erkheim

Die Besiedelung des oberen Günztales erfolgte im 8. Jahrhundert v. Chr. durch die Kelten. Hügelgräber im Wald östlich von Daxberg geben davon Zeugnis. Ein Münzfund aus der Zeit des Kaisers Trajan in einer Kiesgrube zwischen dem Dorf und der abgegangenen Burg Altenberg weist römische Einflüsse zu Beginn des 2. Jahrhunderts nach. Denkbar ist, dass die in der Peutingerschen Tafel nachgewiesene Römerstraße zwischen den Siedlungen Augusta Vindelicorum (Augsburg) und Viaca (vermutlich Memmingen) durch das Gebiet der heutigen Ortschaft Daxberg führte. Im 9. Jahrhundert gelangte der Ort in die Lehensherrschaft des Klosters Kempten. Zwischen 950 und 1200 entstanden die heute noch gut erkennbaren Burgställe in Oberdaxberg, Mitteldaxberg und Unterdaxberg bzw. Altenberg. Im Jahr 972 wird erstmals eine Kirche am Ort urkundlich erwähnt.
Im Hochmittelalter erschienen mit Friedrich und Manegold von Daxberg unter den Ministerialen des Klosters Ottobeuren Mitglieder eines am Ort ansässigen Rittergeschlechts. Zu Beginn des 13. Jahrhunderts hielten die Ritter von Eisenburg Rechte in Daxberg.
1362 waren die Ritter von Königsegg  Grundherren im benachbarten Erkheim. Sie verkauften 1390 ihr Lehen einschließlich der Burg Oberdaxberg an den Patrizier Benz Huit aus Memmingen. Auf der Burg Mitteldaxberg ist seit 1352 die Memminger Familie Leutkircher nachgewiesen. Schließlich erwarb 1402 der Memminger Bürger Gerung der Wilheymer die Burg Niederdaxberg, so dass sich zu Beginn des 15. Jahrhunderts praktisch der gesamte Ort im Besitz von drei Memminger Patrizierfamilien befand.
In der ersten Hälfte des 16. Jahrhunderts kaufte die Familie Zwicker den gesamten Ort. Die Erben des Georg Zwicker († 1576) veräußerten 1577 fast den gesamten Besitz in Daxberg an Eustachius von Landfried. Von ihm erwarb 1590 dann Hans Fugger für den Betrag von 21.000 Gulden den Ort. Durch einen Vertrag zwischen dem bayerischen Herzog Maximilian von Bayern und Maria Fugger kam der Niedergerichtsbezirk Daxberg 1617 nach Bayern zur Herrschaft Mindelheim.
Im Zuge der Neuorganisation des bayerischen Staatswesens zu Beginn des 19. Jahrhunderts kam der Distrikt Daxberg zunächst zum Landgericht Mindelheim. Per Verordnung vom 21. Juli 1813 wurde er dann dem Landgericht Ottobeuren angegliedert. Mit dem Zweiten Gemeindeedikt vom 17. Mai 1818 bildete sich aus dem Steuerdistrikt Daxberg die gleichnamige Gemeinde mit dem Ortsteil Moosmühle. Erst im Zuge der Gemeindegebietsreform der 1970er Jahre verlor der Ort am 1. Juli 1972 seine politische Selbständigkeit und wurde ein Gemeindeteil von Erkheim.

## Sehenswürdigkeiten

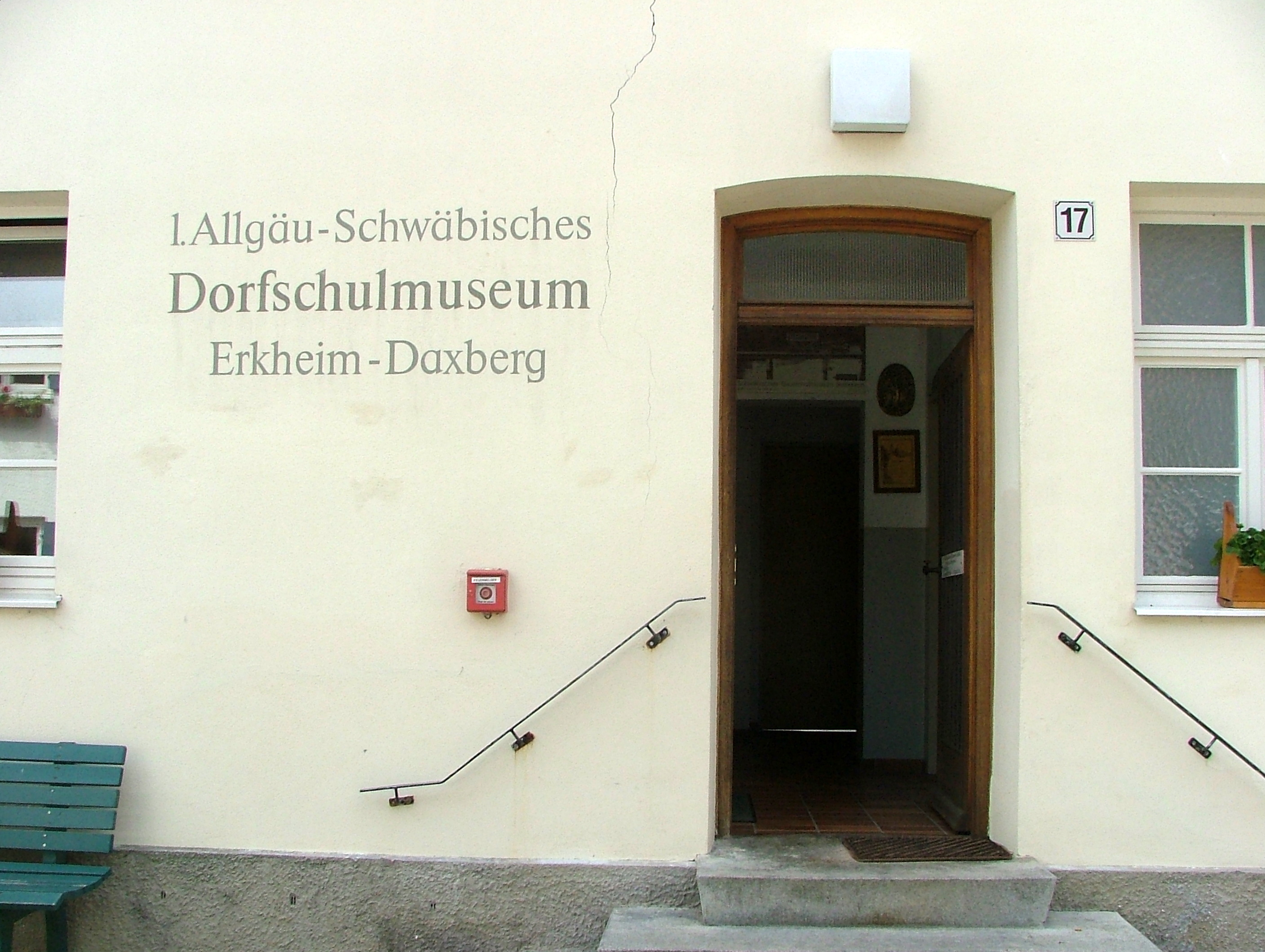
Dorfschulmuseum

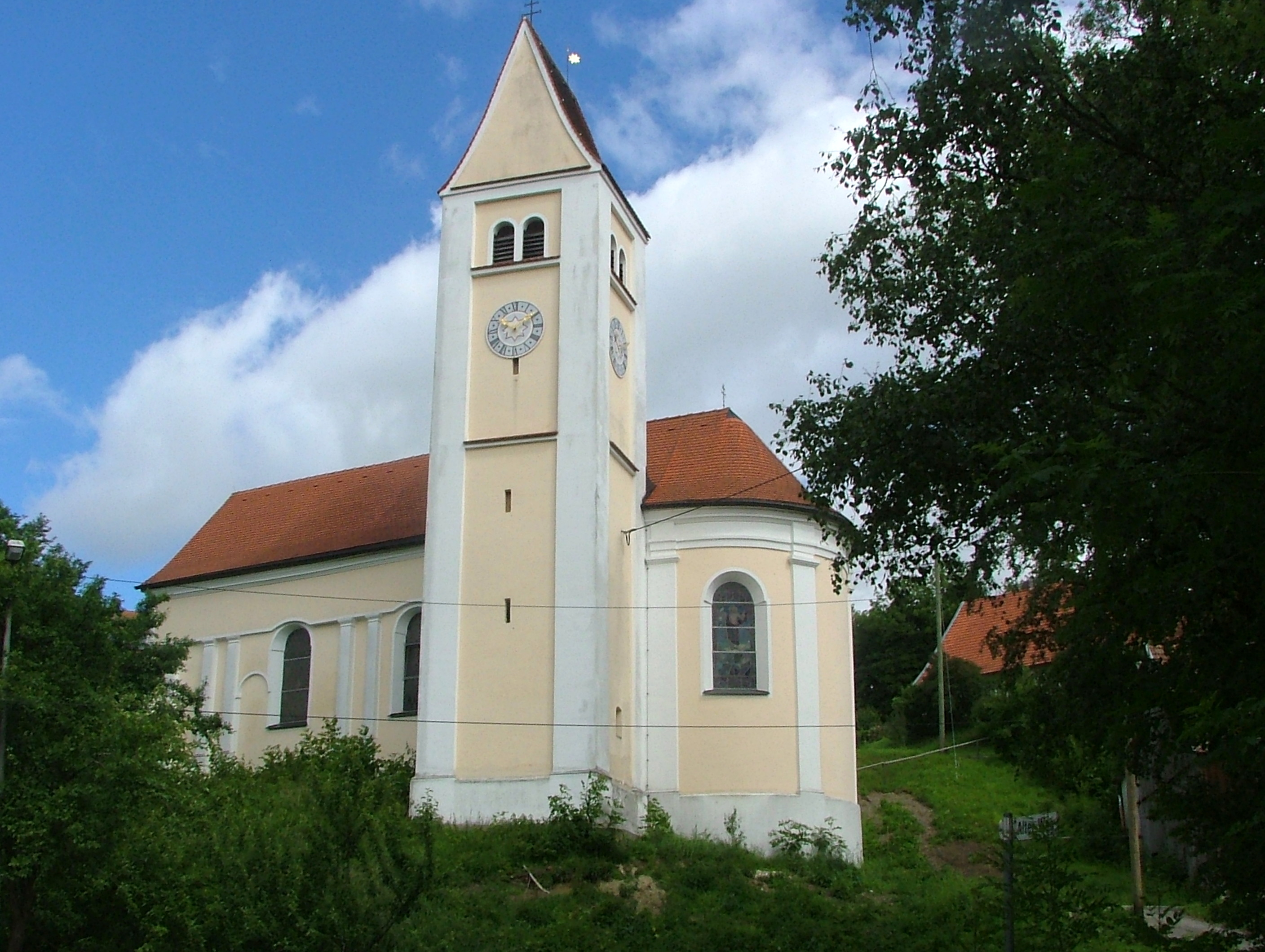
Filialkirche St. Nikolaus

Das Ortsbild wird geprägt vom Turm der katholischen Filialkirche St. Nikolaus. Das Langhaus der im Kern aus dem Mittelalter stammenden Kirche wurde vermutlich im 17. Jahrhundert erbaut. 1710 wurde es um einen Chor erweitert.
Neben der Kirche stehen folgende Gebäude und Bodendenkmäler unter Denkmalschutz:
- Ein Bauernhaus mit Resten (Halsgraben) des ehemaligen Burgstalls Oberdaxberg  sowie der mittelalterliche tonnengewölbte Keller und eine Stadelmauer.
- Drei weitere mittelalterliche Burgställe.
- Eine vorgeschichtliche Grabhügelgruppe mit etwa neun Grabhügeln.

1988 eröffnete in Daxberg das Allgäu-Schwäbische Dorfschulmuseum, das im alten Schulhaus des Ortes untergebracht ist. In dem Haus geben zahlreiche alte Schulbücher, altes Schreibwerkzeug und andere schulische Gegenstände einen Eindruck von einer einklassigen Dorfschule.
Beim Bau eines Hauses am Daxberger Südhang wurde 1977 ein etwa 14 Millionen Jahre altes Kieferstück eines Dinotheriums gefunden.
Als Privatinitiative eines in Daxberg wohnhaften Arztehepaares entstand am südlichen Dorfrand schon seit Anfang der 1970er Jahre ein etwa ein Hektar großer botanischer Garten nach asiatischen Gestaltungsprinzipien. Die Schöpfer erhielten dafür 2004 den Heimatpreis des Marktes Erkheim.

## Brauchtum
Im Jahr 1680 wurde beim Brand der Schmiede, der auch auf umliegende Häuser übergriff, aus dem Brandschutt eine rotglühende Kuhglocke und ein völlig unversehrtes Skapulier gezogen. In den bäuerlichen Volksglauben ging dieses Ereignis als das Wunder von Daxberg ein.

## Vereine
- Bayerischer Bauernverband Daxberg
- Freiwillige Feuerwehr Daxberg
- Grashoppers Daxberg
- Jagdgenossenschaft Daxberg
- Obst- und Gartenbauverein Daxberg
- Schützenverein Eichenlaub Daxberg

Die Freiwillige Feuerwehr unterhält seit 1990 eine Partnerschaft mit der Freiwilligen Feuerwehr Daxberg (Unterfranken).